# Specialdomstol
Specialdomstol är en domstol som endast dömer i en eller ett fåtal förekommande mål- eller ärendetyper. I dag finns inga specialdomstolar i Sverige som har hand om brottmål, detta förekommer dock i USA.

## Historia
Från medeltiden fram till mitten av 1800-talet fanns specialdomstolar för olika korporationer i det svenska samhället, däribland bergstingsrätterna för invånarna i järnbergslagerna, hallrätterna för fabriker, regementskrigsrätter för indelta soldater infanteriet, med mera, till skillnad från å ena sidan sockenstämmorna som varje socken hade för t.ex. kyrkotukt, och å andra sidan landslagarna och stadslagarna som gällde invånarna på landsbygd respektive i städer. Sådana specialdomstolar dömde i såväl civila som arbetsrättsliga mål. Vid speciella tillfällen kunde även särskilda, tillfälliga kommissioner tillsättas med dömande makt, däribland kvarnkommissionen och trolldomskommissioner. I anslutning till representationsreformen och präglat av liberalismens idéer om likhet inför lagen avskaffades sådana specialdomstolar, i ett försök att sudda bort ståndssamhället. Under 1900-talet bildades nya specialdomstolar, vilka dock inte dömer i brottmål.

## Nuvarande svenska specialdomstolar
I Sverige finns för närvarande följande specialdomstolar:

### Arbetsdomstolen
Arbetsdomstolen ligger i Stockholm och är inte knuten till någon annan domstol. Arbetsdomstolens beslut får inte överklagas.
Arbetsdomstolen prövar olika sorters tvister mellan arbetstagare och arbetsgivare samt överklaganden från tingsrätten om arbetstvisten inletts där (gäller arbetstagare som inte är fackligt anslutna).

### Försvarsunderrättelsedomstolen
Försvarsunderrättelsedomstolen ersätter Signalspaningsnämnden från och med den 1 december 2009. Domstolen ska pröva frågor om tillstånd till signalspaning enligt lagen (2008:717) om signalspaning i försvarsunderrättelseverksamhet, den så kallade FRA-lagen.

## Tidigare svenska specialdomstolar

### Marknadsdomstolen
Marknadsdomstolens verksamhet överfördes den 1 september 2016 till de särskilda domstolarna Patent- och marknadsdomstolen samt Patent- och marknadsöverdomstolen som delar av Stockholms tingsrätt respektive Svea hovrätt.
Marknadsdomstolen handlade mål om marknadsföring skett på ett riktigt sätt samt överklaganden av avgöranden från tingsrätten i konkurrensmål.

### Mark- och miljödomstolar samt Mark- och miljööverdomstolen
Det finns fem mark- och miljödomstolar i Sverige och dessa är knutna till tingsrätterna i Umeå, Östersund, Nacka, Vänersborg och Växjö. Mark- och miljööverdomstolen är knuten till Svea hovrätt. Mark- och miljööverdomstolens avgöranden kan i vissa fall, men inte alla, överklagas till Högsta domstolen.
Mark- och miljödomstolarna har som huvudsaklig uppgift att handlägga mål och ärenden enligt det som föreskrivs i miljöbalken, fastighetsbildningslagen (1970:988) och plan- och bygglagen (2010:900).

### Migrationsdomstolar samt Migrationsöverdomstolen
Det finns fyra migrationsdomstolar i landet och dessa är knutna till Förvaltningsrätten i Stockholm, Förvaltningsrätten i Göteborg, Förvaltningsrätten i Malmö samt Förvaltningsrätten i Luleå. Migrationsöverdomstolen är knuten till Kammarrätten i Stockholm. Migrationsöverdomstolens beslut får inte överklagas.
Migrationsdomstolarna handlägger överklaganden av beslut från Migrationsverket samt Rikspolisstyrelsen gällande utlänningars rätt till vistelse i landet med mera, samt gällande ansökningar om svenskt medborgarskap.

### Patentbesvärsrätten
Patentbesvärsrättens verksamhet överfördes den 1 september 2016 till de särskilda domstolarna Patent- och marknadsdomstolen samt Patent- och marknadsöverdomstolen som delar av Stockholms tingsrätt respektive Svea hovrätt.
Domstolen hade främst hand om överklaganden av beslut från Patent- och registreringsverket om patent och varumärken samt Jordbruksverkets beslut om växtsortsskydd.

### Tryckfrihetsdomstol
Tryckfrihetsdomstolar dömer i  tryckfrihetsmål och förs i tingsrätterna. Det är Justitiekanslern som skall vaka över att de gränser för tryckfriheten som anges i tryckfrihetsförordningen inte överskrids. Det är också Justitiekanslern som beslutar om åtal och det är Justitiekanslern ensam som är åklagare. Vid tryckfrihetsmål skall frågan om brott föreligger, prövas av en jury om nio medlemmar vilka alla måste ha tjänat som nämndemän och vara bosatta inom länet där målet prövas. Sex jurymedlemmar måste vara överens om att tryckfrihetsbrott föreligger för att straff skall kunna utmätas. Av alla svenska domstolar är det endast i tryckfrihetsdomstolarna som det förekommer en jury. En tingsrättsdom i ett tryckfrihetsmål kan överklagas till högre instans.